# Chiropodomys
Genre
Chiropodomys est un genre de rongeurs de la sous-famille des Murinés.

## Liste des espèces
Ce genre comprend les espèces suivantes :
- Chiropodomys calamianensis (Taylor, 1934).
- Chiropodomys gliroides (Blyth, 1856).
- Chiropodomys karlkoopmani Musser, 1979.
- Chiropodomys major Thomas, 1893.
- Chiropodomys muroides Medway, 1965.
- Chiropodomys pusillus Thomas, 1893.